# Kumba gymnorhynchus
Kumba gymnorhynchus es una especie de pez de la familia Macrouridae en el orden de los Gadiformes.

## Morfología
• Los machos pueden llegar alcanzar los 49,6 cm de longitud total.

## Hábitat
Es un pez de aguas profundas que vive entre 1260-1370 m de profundidad.

## Distribución geográfica
Se encuentra al este del Océano Índico.